# 1000 Miglia di Sebring 2019
La 1000 Miglia di Sebring 2019 è una gara per auto sportive di durata che si è tenuta il 15 marzo preso il Circuito di Sebring. È stata la edizione valida per il Campionato del mondo endurance e il sesto round della stagione 2018-2019. La corsa è stata vinta dalla Toyota TS050 Hybrid numero 8 guidata da Fernando Alonso, Sébastien Buemi e Kazuki Nakajima.

## Qualifiche
| #  | Squadra               | Categoria | Auto                | Tempo    |
| -- | --------------------- | --------- | ------------------- | -------- |
| 8  | Toyota Gazoo Racing   | LMP1      | Toyota TS050 Hybrid | 1:40.318 |
| 38 | Jackie Chan DC Racing | LMP2      | Oreca 07-Gibson     | 1:47.558 |
| 91 | Porsche GT Team       | LMGTE Pro | Porsche 911 RSR     | 1:57.500 |
| 46 | Dempsey-Proton Racing | LMGTE Am  | Porsche 911 RSR     | 1:59.790 |

## Risultati di gara
Di seguito l'ordine di arrivo:
| Pos. | No. | Classe    | Team                      | Piloti                                                  | Vettura                  | Giri |
| ---- | --- | --------- | ------------------------- | ------------------------------------------------------- | ------------------------ | ---- |
| 1    | 8   | LMP1      | Toyota Gazoo Racing       | Fernando Alonso Sébastien Buemi Kazuki Nakajima         | Toyota TS050 Hybrid      | 253  |
| 2    | 7   | LMP1      | Toyota Gazoo Racing       | Mike Conway Kamui Kobayashi José María López            | Toyota TS050 Hybrid      | 252  |
| 3    | 11  | LMP1      | SMP Racing                | Mikhail Aleshin Brendon Hartley Vitaly Petrov           | BR Engineering BR1       | 242  |
| 4    | 37  | LMP2      | Jackie Chan DC Racing     | David Hansson Jordan King Will Stevens                  | Oreca 07                 | 239  |
| 5    | 36  | LMP2      | Singatech Alpine Matmut   | Nicolas Lapierre André Negrão Pierre Thiriet            | Alpine A470              | 239  |
| 6    | 31  | LMP2      | DragonSpeed               | Anthony Davidson Roberto Gonzalez Pastor Maldonado      | Oreca 07                 | 237  |
| 7    | 3   | LMP1      | Rebellion Racing          | Nathanaël Berthon Thomas Laurent Gustavo Menezes        | Rebellion R13            | 237  |
| 8    | 50  | LMP2      | Larbre Compétition        | Erwin Creed Gunnar Jeannette Romano Ricci               | Ligier JS P217           | 234  |
| 9    | 29  | LMP2      | Racing Team Nederland     | Frits van Eerd Giedo van der Garde Nyck de Vries        | Dallara P217             | 230  |
| 10   | 91  | LMGTE Pro | Porsche GT Team           | Gianmaria Bruni Richard Lietz                           | Porsche 911 RSR          | 226  |
| 11   | 81  | LMGTE Pro | BMW Team MTEK             | Nicky Catsburg Alexander Sims Martin Tomczyk            | BMW M8 GTE               | 226  |
| 12   | 67  | LMGTE Pro | Ford Chip Ganassi Team UK | Jonathan Bomarito Andy Priaulx Harry Tincknell          | Ford GT                  | 225  |
| 13   | 51  | LMGTE Pro | AF Corse                  | James Calado Alessandro Pier Guidi Daniel Serra         | Ferrari 488 GTE Evo      | 225  |
| 14   | 92  | LMGTE Pro | Porsche GT Team           | Michael Christensen Kévin Estre                         | Porsche 911 RSR          | 225  |
| 15   | 71  | LMGTE Pro | AF Corse                  | Sam Bird Miguel Molina Davide Rigon                     | Ferrari 488 GTE Evo      | 225  |
| 16   | 82  | LMGTE Pro | BMW Team MTEK             | António Félix da Costa Augusto Farfus Bruno Spengler    | BMW M8 GTE               | 225  |
| 17   | 63  | LMGTE Pro | Corvette Racing           | Antonio Garcia Jan Magnussen Mike Rockenfeller          | Chevrolet Corvette C7.R  | 225  |
| 18   | 97  | LMGTE Pro | Aston Martin Racing       | Alex Lynn Maxime Martin                                 | Aston Martin Vantage AMR | 224  |
| 19   | 95  | LMGTE Pro | Aston Martin Racing       | Marco Sørensen Nicki Thiim Darren Turner                | Aston Martin Vantage AMR | 224  |
| 20   | 77  | LMGTE Am  | Dempsey – Proton Racing   | Julien Andlauer Matt Campbell Christian Ried            | Porsche 911 RSR          | 221  |
| 21   | 54  | LMGTE Am  | Spirit of Race            | Francesco Castellacci Giancarlo Fisichella Thomas Flohr | Ferrari 488 GTE Evo      | 221  |
| 22   | 56  | LMGTE Am  | Team Project 1            | Jörg Bergmeister Patrick Lindsey Egidio Perfetti        | Porsche 911 RSR          | 221  |
| 23   | 86  | LMGTE Am  | Gulf Racing UK            | Ben Barker Thomas Preining Michael Wainwright           | Porsche 911 RSR          | 221  |
| 24   | 70  | LMGTE Am  | MR Racing                 | Olivier Beretta Eddie Cheever III Motoaki Ishikawa      | Ferrari 488 GTE Evo      | 220  |
| 25   | 90  | LMGTE Am  | TF Sport                  | Jonathan Adam Charlie Eastwood Salih Yoluç              | Aston Martin Vantage GTE | 220  |
| 26   | 88  | LMGTE Am  | Dempsey – Proton Racing   | Matteo Cairoli Gianluca Roda Giorgio Roda               | Porsche 911 RSR          | 219  |
| 27   | 98  | LMGTE Am  | Aston Martin Racing       | Paul Dalla Lana Pedro Lamy Mathias Lauda                | Aston Martin Vantage GTE | 219  |
| 28   | 66  | LMGTE Pro | Ford Chip Ganassi Team UK | Billy Johnson Stefan Mücke Olivier Pla                  | Ford GT                  | 216  |
| 29   | 38  | LMP2      | Jackie Chan DC Racing     | Gabriel Aubry Stéphane Richelmi Ho-Pin Tung             | Oreca 07                 | 209  |
| NC   | 28  | LMP2      | TDS Racing                | Loïc Duval François Perrodo Matthieu Vaxivière          | Oreca 07                 | 232  |
| NC   | 17  | LMP1      | SMP Racing                | Egor Orudzhev Stéphane Sarrazin Sergey Sirotkin         | BR Engineering BR1       | 62   |
| DNF  | 10  | LMP1      | DragonSpeed               | Ben Hanley Henrik Hedman Renger van der Zande           | BR Engineering BR1       | 143  |
| DNF  | 1   | LMP1      | Rebellion Racing          | Mathias Beche Neel Jani Bruno Senna                     | Rebellion R13            | 138  |
| DNS  | 61  | LMGTE Am  | Clearwater Racing         | Matteo Cressoni Matt Griffin Luís Pérez Companc         | Ferrari 488 GTE Evo      | —    |